# بود كوك
بود كوك (بالفرنسية: Alex Cook)‏ (و. 1907 – 1993 م) هو لاعب هوكي الجليد كندي، ولد في كينغستون، مركز لعبه هو وسط ‏، توفي عن عمر يناهز 86 عاماً.

## روابط خارجية
- بود كوك على موقع دوري الهوكي الوطني (الإنجليزية)
- بود كوك على موقع قاعة مشاهير الهوكي (لاعب أن.إتش.أل) (الإنجليزية)
- بود كوك على موقع EliteProspects.com (الإنجليزية)
- بود كوك على موقع HockeyDB.com (الإنجليزية)
- بود كوك على موقع Hockey-Reference.com (الإنجليزية)